# 任正非
任 正非（じん せいひ、拼音：Ren Zhengfei，1944年 - ）は、中国の企業家。世界第2位のスマートフォン製造メーカーであり、中国通信設備最大手である華為技術有限公司（Huawei Technologies Co., Ltd. 、ファーウェイ）の最高経営責任者(CEO)を務める。重慶建築工程学院(現：重慶大学)を卒業しており、1983年まで人民解放軍に所属していた。
2018年現在、フォーブズ誌が発表した“中国富豪リスト"の83位に名を連ねており、資産は推定31億ドルあると言われている。
なお、娘の孟晩舟も副会長で最高財務責任者を務めている。

## 人物・来歴

### 生い立ち
貴州省鎮寧県（現・安順市鎮寧プイ族ミャオ族自治県）の生まれ。両親は教員であったが、父は文革で迫害を受ける。重慶建築工程学院(現：重慶大学)を苦学して卒業。1978年まで人民解放軍に所属。
その後、1983年に深圳南海石油グループに勤務したがグループの赤字企業に転属され、両親や弟妹と一緒に過ごそうと考えていた任にとって条件が良くないと感じた。その為、起業を決意。

### 華為技術有限公司
1988年に人民解放軍の元仲間6人と20万元を持ち寄って華為を創業する。当初は、小型の電話交換機や火災報知器などの製造の他、香港企業が生産した内線電話や加入者電話網の公衆回線への接続を行う構内交換機の販売代理業を手がけた。
1993年には大型のデジタル交換機を開発し、その後は有線通信の交換機から無線通信機に切り替えていった。

### 備考
任正非は聯想集団（レノボグループ）の柳伝志﹑海爾集団（ハイアールグループ）の張瑞敏、華潤集団の寧高寧、万科企業の王石、華遠の任志強、広廈集団の孫広信、科竜の潘寧、杉杉集団の鄭永剛、宅急送の陳平らと並んで、皆人民解放軍出身の転業創業者である。しかし、これまでの経歴については詳しく語られていない。また中国で一般的な処世術に違わず近年の資産を誇示されることもない為、中国国内でもその経歴は詳らかではない。
2014年6月、任社長は中国で初めて記者会見を開いた。その中でアメリカが何度も安全を口実に華為のアメリカ市場への参入を妨げていたことに対し、任社長は「中国が強大になるに従い、アメリカの攻撃性も強くなる。実際にアメリカの攻撃標的は華為ではなく、中国だ。これから、どんな困難に直面するかは分からないが、どうにかして克服する」と強調した。
なお、任社長は現時点（2014年)では「引退を考えていない」とされている。

### パーソナリティ
任は出張の際は誰も同行させず、1人でスーツケースを引いてタクシーを呼ぶ。持っていく資料を自分でタクシーのトランクに入れ、空港に向かう。
また歌手の千昌夫のファンであり、「北国の春」（1977年発売の千昌夫のヒット・ソング名）という著書を2001年に上梓している。
この中で、日本の厳しい経済環境を教訓に、自社の停滞期を分析し、歌になぞらえて「冬の時代を耐え抜けば、春がやってくるでしょう。」と述べている。